# Lourdes Navarro Falcón
Lourdes Navarro Falcón   (Las Palmas de Gran Canaria, 1988) és una dibuixant de còmic canària.
Va estudiar il·lustració i disseny gràfic a l'Escuela de Arte y Superior de Diseño de Gran Canaria i a la Escuela de Dibujo Profesional de Madrid. Va iniciar la seva trajectòria professional en l'àmbit de la publicitat, activitat que va compaginar amb la publicació d'historietes i il·lustració de llibres infantils. L'any 2017 va publicar la seva primera obra de còmic Viejos descubridores.
També col·labora amb el projecte de còmic xinès Emi, the dream catcher i la seva obra ha estat traduïda a l'anglès i al francès. Ha estat galardonada amb el premi al millor còmic infantil/juvenil a la 37a edició de Ficomic Barcelona.

## Obra
- Viejos descubridores (2017), traduït al català com Vells descobridors
- Alma cubrae (2017)
- El árbol que crecía en mi pared (2018)
- Viaje a Xambala (2019)
- Las princesas rebeldes (2021) traduït al català com Les princeses rebels